# Dornier Do 17
Dornier Do 17, ( nazivan i "leteća olovka"), bio je laki njemački bombarder tvrtke Dornier korišten tijekom Drugog svjetskog rata. Bio je zamišljen kao brzi, laki bombarder, u teoriji sposoban pobjeći neprijateljskim lovcima.
Dornier pokreću dva radijalna motora, ugrađena na krilima a repni dio ima dva vertikalna stabilizatora. Bio je popularan među svojim posadama zbog lakog upravljanja na manjim visinama što mu je omogućavalo iznenadne napade. Radi njegove tanke konstrukcije bio je manji cilj i bilo ga je teže pogoditi nego druge njemačke bombardere.
Dizajniran u ranim 1930.-im, bio je jedan od tri glavna njemačka bombardera korištena u prve tri godine Drugog svjetskog rata. Svoju prvu borbenu misiju avion je imao 1937. godine tijekom španjolskog građanskog rata, djelujući u različitim ulogama u Legiji Condor. Tijekom Drugog svjetskog rata korišten je u velikom broju u prednjoj liniji svake veće zračne misije sve do kraja 1941. godine kada mu je korištenje ograničeno samo na nošenje bombi s čime mu je smanjena učinkovitost i dolet. Proizvodnja Dorniera završila je u ljeto 1940., u korist tada novom i snažnijem Junkersu Ju 88. Nasljednik Do 17 je bio Do 217, koji se počeo pojavljivati u 1942. godini. I pored novijih aviona Do 17 je nastavio službu u floti Luftwaffea do kraja rata u različitim ulogama, kao transporter, školski i avion za razna aero-ispitivanja. Znatan broj preostalih aviona poslan je u zemlje saveznice Njemačke. Samo nekoliko aviona je preostalo poslije rata a zadnji je prizemljen u Finskoj 1952. godine. Manja količina moderniziranih aviona proizvođena je za izvoz pod oznakom Do 215 ali su na kraju i ovi avioni završili u floti Luftwffea.
Proizvodnja Do 215 je prestala u siječnju 1941.

## Dizajn i razvoj

### Početci
1932. godine njemački "Heereswaffenamt" izdaje specifikaciju za izgradnju teretnog zrakoplova za potrebe tadašnje njemačke željeznice i poštanskog zrakoplova za brz prijevoz pošte za Lufthansu. Tvornica u Friedrichshafenu počela je raditi na modelu već 1. kolovoza te godine.
Kada su 1933. nacisti preuzeli vlast, Hermann Goring postao je Nacionalni Komesar za zrakoplovstvo a bivši lufthansin zaposlenik Erhard Milchom postaje njegov zamjenik te uskoro formiraju Ministarstvo zrakoplovstva Reicha. Ministarstvo izrađuje dizajn novog aviona Do 17 i 17. ožujka 1933. samo tri mjeseca od osnutka, Erhard Milch odobrava izradu prototipa. Krajem te godine ministarstvo izdaje nalog za izradu brzog aviona s duplim repom i teretnog zrakoplova za specijalnu opremu, bombardera. Prvotni dizajn (Do 17 V1) iz 1932. imao je samo jedan vertikalni stabilizator i Dornier je nastavio razvijati taj model. Model Do 17 prvi puta je prikazan u prirodnoj veličini u travnju 1933. Posebna oprema ipak je ugrađena kasnije kako bi se prikrila vojna uloga ovog aviona.
U travnju 1934. godine Dornier u Manzellu započinje završni projekt. Tijekom tog mjeseca definirano je obrambeno naoružanje aviona kao i mehanizam za odbacivanje bombi. Proizvodnja prototipova počela je 20. svibnja 1934., a 23. studenog te godine na svoj prvi let krenuo je Do 17 V1 koji je imao jedan vertikalni stabilizator a pokretala su ga dva BMW VI 7,3 motora. Testiranja V1 su kasnila radi niza nezgoda i oštećenja prilikom slijetanja u veljači i travnju 1935. godine. V2 s duplim vertikalnim stabilizatorom i BMW VI 6,3 nisko-tlačnim motorima prvi puta je poletio 18. svibnja 1935. godine i razvijan je usporedo s modelom V1. Tijekom ispitivanja, pokazalo se kako avion s jednim vertikalnim stabilizatorom ima vrlo malu stabilnost. V1 koji je modificiran i na koji je ugrađen dvostruki rep uništen je pri padu nakon kvara motora 21. prosinca 1935. Na V3 koji je također opremljen s dvostrukim repom trebali su biti ugrađivani Hispano-Suiza 12Ybrs motori. Kako su u to doba ovi motori bili nedostupni, avion je opremljen s BMW VI 7,3 motorima kao i V1. Prvi let ove inačice bio je 19. rujna 1935.

### Podrijetlo
Za razliku od aviona Heinkel He 111 za koji je od početka planirana vojna uporaba, Do 17 V1 planiran je kao brzi poštanski avion sa šest sjedala za putnike kao konkurencija manjem jednokrilcu Heinkel He 70. Lufthansa nije prihvatila avion radi njegove preskučene kabine neudobne za putnike, te radi prevelikih operativnih troškova za jedan poštanski avion. Tri prototipa tako ostaju neiskorištena gotovo šest mjeseci u dornierovoj tvornici u Lowentalu, sve dok jedan lufthansin kapetan nije izrazio želju letjeti ovim zrakoplovom. Nakon gotovo ekshibicijskog leta izjavio je kako je avion izuzetno okretan i ima lovačke sposobnosti a uz malo veću poprečnu stabilnost može postati vrlo brzi bombarder. Ova izjava potakla je Dornier da redizajnira repne površine aviona što je dovelo do nove inačice V4. Na ovoj inačici izostao je putnički dio a jednostruki rep zamijenjen je s dva manja.
Testiranja novih prototipova Do 17 V4, V6 i V7 imali su pozitivne rezultate što je dovelo do izrade dodatnih inačica kao što su V8, nastao kao jedan od prvih aviona za dugo-linijske izviđačke misije i V9 kao linijski putnički avion velike brzine. 1944. godine avion je još uvijek bio korišten.

## Inačice

### Do 17E i F
Početne proizvodne inačice bile su bombarder Do 17 E-1, koji je testiran s dva Daimler-Benz DB 600 motora i F1 izviđački zrakoplov pokretan kao i raniji modeli s BMW VI motorima. Proizvodnja je počela krajem 1936. s prvim luftwafeovim Do 17 čija je preinaka završena početkom 1937.  U međuvremenu Dornier planira više naprednijih inačici Do 17, s modernijim i snažnijim motorima. Prototip je ispitivan s motorima Hispano-Suiza 12Ybrs namijenjenim za treći avion dok su drugi avioni letjeli s BMW 132 ili Bramo 323 radijalnim motorima. Do 17E-1 bio je opremljena s dva BMW VI 7.3D od po 750 Ks i imao je tročlanu posadu. Radio operater bio je zadužen i za upravljanje dva MG 15 mitraljetza (7,92 mm)iz stražnjeg dijela pilotske kabine, sa 750 krugova streljiva. Spremište za bombe bilo je podijeljeno u dva odjeljka od kojih je u svaki prostor stalo pet bombi težine do 45 kg. Na vanjski nosač učvršćen ispod zrakoplova mogla se ovjesiti bomba težine do 450 kg.
E-1 je testiran i s dvije SC bombe od 227 kg, ovješene jedna uz drugu ispod trupa aviona. Prototip zrakoplova s oznakom D-AJUN, pokazao je smanjen osobine radi povećanja otpora. Bila je to neprihvatljiv gubitak te su vanjski nosači uglavnom bili bez tereta. E-1 je u Drugom svjetskom ratu nastavio nositi težinski manje bombi. Osobine E-1 omogućavale su brzinu od 338 km/h na visini od 3.350 m, prilikom blažeg poniranja laka konstrukcija Do-17 mogla je postići do 507 km/h, a najveća visina leta bila je 5.300 m.
F-1 je bio izviđački zrakoplov velikog doleta. Prve inačice bile su modificirani Do-17E. Obrambeno naoružanje sastojalo se od jednog mitraljeza MG 15 a u trupu aviona imao je ugrađene dvije kamere zajedno sa šest izbacivih bljeskalica. F-1 je ostao u servisu do 1938. kada ga je zamijenio Do 17 P. Proizveden je samo jedna inačica F-2, oznake D-ACZJ i bila je korišten kao avion tvrtke Zeiss-Jena.
Ugradnja BMW 132 F radijalnih motora na E-2 seriju dovelo je do nove inačice DO 17J-1 i J-2. koji su služili samo kao avioni za testiranje raznih motora namijenjenih za ugradnju na Do 17. Prototipovi tih aviona nosili su oznaku V18 i V19. Ispitivanja su počela 1937. godine.  Pred-proizvodni avioni V20 i V21  su preuređeni te su korišteni kao "probni stol" za P i Z inačice.

### Do 17K
Nakon što je 1937. godine tadašnje Ratno zrakoplovstvo Kraljevine Jugoslavije vidjelo DO 17 V1 na utrci u Zürichu, 1938. kupilo je licencu za njegovu proizvodnju. Avion s jačim Gnome-Rhône 14N radialnim motorima, dodatno ugrađenim 20 mm Hispano-Suiza HS.404 topom i tri 7,92 mm Browing mitraljezima izrađivan je u "Državnoj fabrici aviona". U tadašnjoj Jugoslaviji izrađivane su tri inačice: bombarder Do17 Kb-1, izviđački Do 17 Ka-2 i također izviđački Do 17 Ka-3.
Između Ka-1 i Ka-2 postojala je neznatna razlika, zadnji nešto uvećani dio kabine bio je pomaknuta malo unazad. Na Do Ka-3 je, prema modelu M-1, donji dio krila bio prekriven duraluminijem a radi širih motora uvećana je i njegova oplata.

### Do 17L i M
Do 17 L-0 i Do 17 M-0 razvijani su paralelno kao zamjena za starije E i FS inačice. L je bila inačica za izviđanje. Na oba aviona ugrađivani su jači DB 600A motori koji su mogli proizvesti oko 746 kW (1000 Ks). Dva L i jedan M model izrađeni su kao prototipovi i oba su imala ugrađeni MG 15 u nosu.
Prvi prototip izmijenjene inačice, Da 17M V1 (D-ABVD) s dva motora DB 600, pokazivao je impresivne osobine, uključujući i maksimalnu brzinu od 425 km/h. Na Međunarodnom vojnom zrakoplovnom natjecanju u Zürichu 1937. godine Dornier Do 17M V1 pokazao se najboljim u svojoj klasi i bio je brži od najbržeg stranog lovca, francuskog Dewoitine D.510. Do 17 je zajedno s Messerschmittom BF 109 osvojio mnoge nagrade, pokazujući tadašnju nadmoć njemačkog zrakoplovstva. Radi manjka Daimler-Benz motora, koji su se prioritetno isporučivali za lovačke zrakoplove na izrađene Do 17M ugrađivani su Bramo 323 motori, dok su se na izviđačke avione Do 17P, radi povećanja doleta ugrađivali BMW 132N.
Opskrba s DB 600 postala je izuzetno ograničena jer se proizvodnja usmjerila na motor DB 601 s direktnim ubrizgavanjem goriva, rezerviran za Messerschmitt Bf 109 i BF 110. Radi toga je konstrukcija proizvodnog modela Do 17M  pripremljena za ugradnju novih Bramo 323A-1 Fafnir motora od 670 kW (900 Ks) koji su dali razumnu učinkovitost i podigli nosivost bombi na 1.000 kg. Proizvedeno je manji broj Do 17M-1 a u misijama su korišteni do prve godine rata, kada su bili povučeni i poslati u postrojbe za obuku.
Prototipovi M-1 serije su MV1 i MV2 koji su bili testirani s punjenjem bombi u klasi srednjih bombardera. Treći prototip MV3 je predviđen kao brz bombarder. Na MV-1 su ugrađivani Daimler Benz DB 601, dok su MV2 i MV3 imali Bramo 323 A i D motore.
Do 17M-1 započeo svoj servis kao srednji bombarder i mogao je ponijeti oko 900 kg bombi. Obrambeno naoružanje sačinjavala su dva (kasnije 3) MG 15 mitraljeza. Za prvi mitraljez koji je izlazio kroz vjetrobransko staklo bio je zadužen navigator a na raspolaganju je imao 370 krugova streljiva. Mitraljezom u zadnjem dijelu kabine bio je zadužen radio-operater a na raspolaganju je imao 750 krugova streljiva. Treći mitraljez ugrađen je u donjem stražnjem dijelu trupa kabine i imao je 375 krugova streljiva. Brzina M modela bila je superiornija u odnosu na E inačice a mogao je doseći brzinu od 402 km/h na visini od 3.500 m. Maksimalna visina leta bila mu je 5.800 m a dolet 1574 km. Zahtjev za izviđačkim zrakoplovom baziranim na M-1 dovela je do razvoja P-1 inačice.

### Do 17P
P inačica nije mogla ući u proizvodnju s motorima DB 600, a velika potrošnja Bramo motora smanjivala je dolet M modela te su bili neprikladni za izviđanje.  Zato su za ugradnju odabrani ekonomičniji Radialni motori BMW 132N od 645 kW (865 ks). Izrađeno je nekoliko primjeraka Do 17 P-1 aviona. Izrađena su još i dva prototipa s motorima DB 600 i oznakom Do 17 R-0, ali nisu ušli u proizvodnju. S obzirom na nedostatak noćnih lovaca, barem jedan Do 17 P-1 je bio opremljen za ovu namjenu.  Umjesto staklenog nosa ugrađen je glatki lim a naoružan je s tri 20 mm MG 151/20 topovima. Avion je korišten u njemačkoj "Floti 1" (Luftflotte 1).
P inačica imala je slične osobine kao Do 17M-1, s dodanom opremom za noćni let i kamere opremljene za istraživanje i rano otkrivanje. Do 17P pokretala su dva Bramo 132 N radialna motora od kojih je svaki mogao proizvesti maksimalno 865 Ks. Do 17 P-2 je bio identičan s P-1, uz dodatnu instalaciju prostora za ETC 500 bombe u donjem dijelu trupa. Avioni su predviđeni za noćno izviđanje. Pretpostavlja se da je većina, ako ne i svi P-2, nastala modifikacijom P-1 inačice.

### Do 17 R
R-1 inačica nije doživjela serijsku proizvodnju. Iskustva Španjolskog građanskog rata pokazala su kako su nenaoružani avioni laki plijen za neprijateljske lovce. R-1 je trebao biti brzi izviđački avion velikog doleta s dva dodatna spremnika za gorivo ugrađena unutar prostora za bombe u zadnjem dijelu trupa. Predložene su dvije inačice, prva s jednom Rb 50/30 kamerom i dvije Rb 20/30 kamere dok je druga inačica unjesto Rb 20/30 trebala imati spremnik za gorivo. Maksimalna težina zrakoplova trebala je biti 7.250 kg (mogao je biti preopterećen do 7.500 kg u hitnim slučajevima). Posadu su uglavnom sačinjavala tri člana iako je ovisno o misiji mogao biti dodan i četvrti. Za postizanje što boljih osobina i visine leta planirana je ugradnja dva DB 600 G motora. Pogonska grupa testirana je na prototipu Do 17 RV1 (D-ABEE). Na drugu podinačicu RV2 (D-ATJU) ugrađivani su nešto jači DB 601 A motori.

### Do 17S i U
Bitke sa sovjetskim lovcima pokazala je kako Dornier i nije toliko brz i neranjiv kao se isprva mislilo.  Kao rješenje dizajnirana je potpuno nova pilotska kabina kako bi posada imala više mjesta i bolju vidljivost. Krov kabine proširen je prema gore iznad linije trupa te se blago spuštao prema dolje završavajući neposredno prije krila. Zadnji mitraljez pomaknut je prema nazad, izvan prostora kabine gdje je imao znatno veće polje djelovanja. Isto tako, pod kabine je spušten ispod trupa te je drugi zadnji mitraljez ugrađen u njen zadnji donji dio s čime se moglo vatreno djelovati izravno iza aviona.  Promjene u krovu i podu kabine znatno su uvećale prednji dio zrakoplova dok je ostali dio konstrukcije ostao isti.  Novi dizajn kabine nazivan je "Bojna glava" (njem.:"Kampfkopf"). Ispitivana su tri modela prototipa na koje su ugrađeni DB 600 G motori. S-01 (D-AFF), 03 i 04 su letjeli.
Konstruirani su i obrnuti  V12 motori za izviđačku inačicu Do 17 S-0 ali se avion nije proizvodio. Izgrađeno je dodatnih 15 Do 17 U-1 aviona koja su sličila S-0. Na avionima je dodan još jedan, peti član posade radi upravljanja dodatnom radio opremom. U modeli su letjeli ispred drugih bombardera na noćnim misijama te su pomoću radio opreme locirali ciljeve i osvjetljavali ih.
Uh-1 je imao maksimalnu brzinu od 265 mph i borbenu visinu leta od 15.000 ft. Brzina krstarenja bila mu je 240 mph, a najveća visina leta radi Bramo 323 A-1 motora relativno niskih osobina bila je 9.000 ft. 1938. godine su izrađena tri prototipa (U-01 - U-03) i dvanaest zrakoplova.

### Dornier Do 17Z, glavna inačica
Dornier Do 17Z serija bila je najprepoznatljiva inačica koja je izrađena u velikom broju. Prve modifikacije su nastale nakon borbenih iskustava stečenih u Španjolskom građanskom ratu. Redizajniran je prednji dio trupa zajedno s pilotskom kabinom koja je proširena i spuštena s čime je omogućena ugradnja dodatnog stražnjeg mitraljeza. I sama kupola kabine protegnuta je u nazad tako da je bila usporedna s napadnom rubom krila i njegovim korijenom. Za testiranje ovi inačice izrađeni su modeli Do 17S i Do 17U na koje su ugrađeni motori DB 600. Kako su ovi motori bili rezervirani za lovačke avione, koristili su se Bramo Fafnir 323 A radijalni motori. Avion je mogao ponijeti do 1.000 kg bombi a posadi je dodijeljen i četvrti član. Radi dodatne težine u naoružanju i posadi motori su se pokazali preslabi te su zamijenjeni s jačim motorima Bramo 323 P. Izgrađena su samo tri Do 17S i 15 Do 17U. Modificirane inačice su s punim opterećenjem imale borbeni radijusu od 322 km. Kasnije inačice, Do 17 Z-3 Z-4 i Z-5, koje su bile opremljene s kamerama, dvostrukim kontrolama i plovcima (za pomorske operacije) i dalje nisu mogle potpuno savladati probleme s doletom i punim opterećenjem naoružanja.  Inačice Z modela nastavile su se i dalje razvijati. Z-6 je bio izviđački zrakoplov, iako je izrađen samo kao prototip a Z-8  se nije proizvodio. Z-9 bio je opremljen s posebnim mehanizmom za ispuštanje bombi te njihovo oslobađanje sa zadrškom za napade na manjim visinama. Posljednje Z inačice, Z-7 Kauz I  i Z-10 Kauz II bile su noćni lovci, koji su korišteni do kraja 1941.  godine.
Prva serija Z-0  za ispitivanje izrađivana je s Fafnir motorima jer je DB 600 i dalje bilo teško nabaviti. Vrlo brzo je inačica zamijenjena s Z-1 modelom na koji je dodan još jedan mitraljez ali je radi dodatne težine nosivost bombi pala na 500 kg.
Na glavni proizvodni model, Do 17 Z-2 su ugrađivani novi 323P Fafnir motori sa 746 kW (1.000 Ks), koja je bila posebno podešena za potrebe poboljšanja osobina Do 17. Povećanjem snage pri uzlijetanju povećala se nosivost bombi s 500 kg na 1.000 kg.  S druge strane, novi motori su bili prilično "žedni"  na malim visinama a borbeni dolet s 1.000 kg bombi bio je svega 330 km.  Kasnije su dodana još dva mitraljeza, po jedan sa svake strane, no kako je iz svih pucao samo jedan član posade, moglo se pucati samo iz jednog u isto vrijeme. Od svibnja 1940. godine u uporabi je bilo 422 Do 17 Z-2. Preinakom osnovnih Z-2 modela nastale su izviđačke inačice  Z-3 i Z-6, školska inačica s dvostrukim komandama Z-4 i inačica za slijetanje na vodene površine Z-5 s plovcima na trupu i gondolama motora.
Nakon što je 1940. godine prestala proizvodnja bombardera, na Z model se ugrađivao metalni nos kao i na Junkers Ju 88|Ju 88C, opremljen je s jednim 20 mm MG FF topom i tri 7,92 mm MG 17 mitraljeza te je avion korišten kao noćni lovac. Tri prototipa su izrađena iz konstrukcije postojeće Z-serije za model Do 17 Z-7 Kauz I. Kasniji redizajnirani model Do 17 Z-10 Kauz II je u svom metalnom nosu imao jedan IR reflektor za "Spanner Anlage" sustav otkrivanja. Z-10 bio je naoružan s četiri 7,92 mm MG 17 mitraljeza i dva 20 mm MG FF u donjem dijelu nosa. Samo deset Kauz II aviona nastalo je redizajnom postojećih konstrukcija Z-serije. "Spanner" sustav pokazao se u većini slučajeva beskoristan te u većinu Z-10 nije ugrađivan. Barem jedna Z-10, kodiran kao CD+PV, služio je za testiranje i razvoj "Lichtenstein" radarskog sustava u 1941. i 1942. godini.

## Proizvodnja

### Njemačka proizvodnja
Prema službenim brojkama na njemačkim proizvodnim linijama izrađeno je 2.139 Do 17. U dornierovoj tvornici u Oberpfaffenhofenu izrađeno je 328 Do 17E,  77 Do 17F  i 200 Do 17M inačica. Proizvodnja Do 17Z u ovoj tvornici stala je na 420. U Friedrichshafenu je izrađeno 84 Do 17K od kojih su neki prodani tadašnjem Ratnom zrakoplovstvu Jugoslavije. Proizvodnja Do 17P bila je raširena u različitim proizvodnim linijama.  U "Siebel/Halle" izrađeno je osam aviona, u tvornici Henschel u Berlin-Schönefeldu 73 a u HFB tvornici u Hamburgu 149.  U henschelskoj tvornici je također izrađeno oko 320 Do 17Z, HFB ih je izradio 74 a u Siebelu 73. U Oberpfaffenhofenu je kasnije u manjem broju (105) izrađivan Dornier Do 215B.
Do 19. rujna 1938. godine Luftwaffe je zaprimio 579 Dorniera Do 17. Uglavnom su to bili Do 17E, F, M i P inačice. Tijekom 1939. – 1940. izgrađeno je oko 475 bombardera Dorniera Do 17Z, 16 izviđačkih zrakoplova i devet noćnih lovaca. Tijekom tog razdoblja nastalo je i 100 Dorniera Do 215 modifikacijom Do 17.

### Jugoslavenska proizvodnja
U lipnju 1936. tadašnje jugoslavenske vlasti su od Nijemaca naručile 36 Do 17E a pregovori za dobivanje licence za 36 Do 17Ka su završili 27. lipnja 1938. 18. ožujka 1938. Jugoslavija je naručila 16 kompleta Do 17 Ka-2 i Ka-3 po cijeni od 3.316.788 RM.  Avioni su isporučeni u dijelovima a posljednji je zaprimljen 21. travnja 1939.  Vlada je također zatražila kupnju licence za proizvodnju. Na avion se gledalo kao pouzdani, kvalitetni i "grubi".  Jugoslavija je još tijekom 1920. kupila Dornier Komet kojeg je koristilo tadašnje Pomorsko zrakoplovstvo. Iako mnogo skuplji od Kometa, s obzirom na njemačku spremnost za kratkoročnu isporuku bez ograničenja u broju, ipak je odabrana inačica Do 17Ka. Dornieri su isporučivani bez njemačke opreme i motora te su ovi dijelovi nabavljani iz Francuske. Za ugradnju su odabrani francuski Gnome-Rhône Mistral Major motori za koje se tvrdilo da imaju 649 kW (870 Ks) i da se može postići brzina 420 km/h na 3.850 m visine.
Propeleri stalne brzine također su bili slabi a isporuka je kasnila što je dovelo i do suda s Piaggio Aero i Ratier propellersom. Samo jedan od Do 17 isporučen je s njemačkom opremom. Ostali Dornieri bili su opremljeni s belgijskim mitraljezima FN 7,9 mm, češkim kamerama a nekoliko je imalo Telefunken radio set. Sveukupno je u jugoslavenskim tvornicama izrađeno 70 Do 17.

## Hrvatska zrakoplovna legija
Kao članica Sila Osovine NDH osniva 27. lipnja 1941. godine Hrvatsku zrakoplovnu legiju. Legija je imala 160 zrakoplovaca koji su pohađali njemačku zrakoplovnu školu kao što je bila "Kampffliegerschule" 3 na Baltiku u kojoj su se obučavali za korištenje Do 17Z. Nedugo zatim poslani su na Istočni front.
31. listopada 1941. kao 10. (kroatisch)/KG3 postrojba spojena je s "Kampfgeschwader 3". Svoje prve gubitke postrojba je imala 1. prosinca 1941. u vrijeme Bitke za Moskvu. U vrijeme povlačenja jedinice u Hrvatsku u veljači/ožujku 1942., pripisano joj je 366 borbenih misija, 71 napada na malim visinama, četiri naselja, 173 zgrada, 276 neprijateljskih vozila i 11 srušenih neprijateljskih zrakoplova.

## Tehničke karakteristike (Do 17 Z-2)
Osnovne karakteristike
- posada: 4
- dužina: 15,8 m
- raspon krila: 18 m
- površina krila: 55 m2
- visina: 4,56 m

Letne karakteristike
- najveća brzina: 427 km/h
- dolet: 1.160 km
- motor: BMW Bramo 323P Fafnir